# 先锋队 (比利时)
先锋队（法語：les Pionniers）是比利时的一个先锋运动组织，面向6岁—16岁的儿童和青少年，隶属于比利时工人党。
该组织的总部位于布鲁塞尔，现任主席是瓦恩斯·索特和夏洛特·维海登。该组织被政府认可为青年工作倡议，在每年寒假、复活节假期和暑假为6岁—16岁的儿童和青少年组织夏令营。每年9月，先锋队在《团结》杂志社和“医学为人民”组织共同举办的“宣言节”上组织“先锋节”。